# Rumień trwały
Rumień trwały (ang. fixed drug eruption, FDE) - reakcja polekowa, w przebiegu której w obrębie skóry lub błony śluzowej występuje wyraźnie ograniczony rumień, który nawraca w tym samym miejscu po każdej ekspozycji na źle tolerowany przez pacjenta lek. Przyczyną występowania może być stosowanie niektórych grup leków, takich jak antybiotyki, barbiturany, sulfonamidy oraz inne.
Od 2005 roku zidentyfikowano ponad 100 leków powodujących zmiany o charakterze rumienia i innych polekowych wykwitów trwałych. Mechanizm powstawania zmian skórnych o charakterze rumienia trwałego po ekspozycji na leki nie został jeszcze dokładnie poznany (2012). Przypuszcza się, że za nawroty w tych samych miejscach odpowiadają limfocyty T (komórki układu odpornościowego) i ich pamięć immunologiczna, co warunkuje powstawanie zmian w tych samych miejscach.